# Фёдор Ярославич
Фео́дор (Фёдор) Яросла́вич (1219 — 1233) — князь новгородский в 1228—1229 и 1230—1233 годах, святой Русской Церкви, почитается в лике благоверных. Сын великого князя киевского и владимирского Ярослава Всеволодовича, от второго брака с Ростиславой-Феодосией Мстиславовной (в иночестве Евфросиния), дочерью князя новгородского и галицкого Мстислава Удалого.

## Жизнь
Родился в Переяславле в 1219 году (по другим сведениям, в феврале 1220 года). Наречение Фёдора было необычным для предшествовавшей истории Рюриковичей в двух отношениях. Во-первых, княжич получил в крещении такое же имя, как и его отец Ярослав-Феодор Всеволодович (ранее совпадение имён отца и сына практически не встречалось). Во-вторых, скорее всего, Фёдору (как и его брату Александру) вообще не было дано славянского, «княжего» имени; во всяком случае, все источники называют их только по христианским именам.
В 1225 году Ярослав учинил сыновьям «княжеский постриг» — обряд посвящения в воины, который совершил в Спасо-Преображенском соборе Переяславля-Залесского епископ Суздальский — святитель Симон, после которого стал их обучать ратному делу опытный воевода, боярин Фёдор Данилович.

Продолжавший править в Новгороде князь Ярослав Всеволодович в конце лета 1228 года выехал с княгиней из города в Переяславль-Залесский, оставив в Новгороде
СЫНА своя, Феодора и АЛЕКСАНДРА, съ Федоромь Даниловицемь, съ тиуномь Якимомь
В 1228 году восьмилетний Фёдор и его младший брат семилетний Александр (Невский) были оставлены отцом в Новгороде под присмотром Фёдора Даниловича и тиуна Якима, вместе с переяславльским войском собиравшимся летом в поход на Ригу. Зимой, во время наступившего голода, не дождавшись ответа отца о просьбе новгородцев об отмене забожничья, ночью 20 февраля 1229 года Фёдор Данилович и тиун Яким с княжичами Фёдором и Александром тайно сбежали из города, опасаясь расправы со стороны восставших новгородцев.
В 1230 году, когда новгородцы опять призвали его отца князя Ярослава, он, побыв две недели в Новгороде, посадил на княжение в Новгородской земле Фёдора вместе с Александром.
В 1232 году по приказанию своего дяди, великого князя Юрия Всеволодовича, участвовал в походе на мордву. Умер неожиданно в тринадцатилетнем возрасте (перед запланированной женитьбой; невестой была дочь Михаила Черниговского Евфросиния, позже также канонизированная) в Новгороде 5 июня 1233 года, похоронен был в Георгиевском соборе Юрьева монастыря, у южного входа в храм. В начале 1930-х годов саркофаг был вскрыт М. К. Каргером. В нём были обнаружены разбросанные в беспорядке кости подростка 13-15 лет. Извлечённые во время раскопок останки экспонировались в соборе Юрьева монастыря и были уничтожены во время фашистской оккупации Новгорода.

## После смерти
После «Смутного времени» на территории Новгородской земли находилась армия шведского полководца Якоба Делагарди, призванная для защиты от поляков. В 1616 году (или в 1614 году) шведские мародеры разграбили захоронения Георгиевского собора Юрьева монастыря близ Новгорода.

Из «Росписи новгородской святыни», составленной в 1634 году:
немцы в церкви великомученика Георгия в монастыре, ищучи поклажею, и обрели человека цела и неразрушена, в княжеском одеянии и, выняв из гробницы, яко жива, поставили у церковной стены.
Затем его тело (вероятно, то, что было выставлено у церковной стены), было признано нетленным и перенесено уже в качестве святых мощей в Рождество-Богородицкий придел новгородского Софийского собора.
В 1987 году археологическая экспедиция члена-корреспондента АН СССР В. Л. Янина вскрыла захоронение «княжича Федора Ярославича», после чего было произведено судебно-медицинское исследование мумифицированных останков. Было установлено, что они принадлежали мужчине 45—50 лет, следовательно, никак не могли соответствовать подростку Фёдору Ярославичу. Благодаря раскопкам, проведённым как в Георгиевском соборе Юрьева монастыря, так и в Софийском соборе Новгородского кремля, было доказано, что данная мумия принадлежит князю Дмитрию Шемяке.
Вторая версия местонахождения мощей святого князя — город Владимир. По преданию, нанесённому на стены Свято-Георгиевского храма (в 1157 году Егорьевского монастыря) города Владимира, именно там находятся мощи святого князя Фёдора и матери его Феодосии Мстиславовны (в иночестве Евфросинии).

## Комментарии
1. ↑  Согласно А. В. Экземплярскому[1], удела не имел.